# 엔아인

엔아인(enyne)은 이중 결합과 삼중 결합이 있는 유기 화합물로, 보통은 둘이 단일 결합에 의해 연결된 공액 구조의 공액 엔아인이 많은 주목을 받는다. 가장 간단한 엔아인은 바이닐아세틸렌이다.

## 같이 보기
- 엔아인 상호 교환
- 올레핀 상호 교환
- 엔다이아인
- 폴리아인
- 다이엔